# 拉利亞納達
拉利亞納達（西班牙語：La Llanada）是哥倫比亞的城鎮，位於該國西南部，由納里尼奧省負責管轄，距離首府帕斯托140公里，始建於1991年8月27日，面積265平方公里，海拔高度1,977米，2005年人口3,694。
1°28′40″N 77°35′02″W / 1.47778°N 77.5839°W